# Lluís Brunet i Palou
Lluís Brunet i Palou (Sabadell, Vallès Occidental, 1954) és un fotògraf català.
Va començar publicar fotografies en premsa el 1969, col·laborant amb mitjans com La Vanguardia o El Correo Catalán, i el 1976 va obrir el seu primer estudi propi. Des de llavors s'ha especialitzat en fotografia publicitària, fotoperiodisme i en cobrir esdeveniments de moviments socials, sent un dels pioners en fer servir la fotografia digital i la tecnologia per al tractament i enviament d'imatges.
El 2009 va fer una exposició retrospectiva a l'Acadèmia de Belles Arts de Sabadell, amb el títol Llum, Imatge i ètica. Durant la dècada de 2010 s'ha centrat en fer un seguiment exhaustiu del procés independentista català. El 2011 va publicar What Catalans Want, editat per Liz Castro, on Toni Strubell va fer 35 entrevistes a personatges catalans per donar a conèixer la realitat catalana al món. El 2017 va rebre el Premi Dignitat 2016, en relació amb el seu compromís social i amb el país, juntament amb els també fotoperiodistes Jordi Borràs i Roser Vilallonga.
Està casat amb Maria Navarro i té tres fills: Marc, Pau i Montserrat.